# Ituzaingó
|  | No s'ha de confondre amb Ituzaingó (Montevideo). |

Ituzaingó és una localitat del departament de San José, al sud de l'Uruguai. Es troba sobre la ruta 79, 2,5 quilòmetres al nord de la ruta nacional 11, al costat de l'Arroyo de la Virgen. Passant aquest rierol, s'ubica el poble Veinticinco de Agosto, al departament de Florida, mentre que 5 quilòmetres al sud-est hi és la ciutat de Santa Lucía, al departament de Canelones.

## Població
Segons les dades del cens de 2004, Ituzaingó tenia una població aproximada de 740 habitants.
| Any  | Població |
| ---- | -------- |
| 1963 | 710      |
| 1975 | 930      |
| 1985 | 734      |
| 1996 | 769      |
| 2004 | 740      |
| 2011 | 771      |

Font: Institut Nacional d'Estadística de l'Uruguai